# 華沙奧喬塔車站

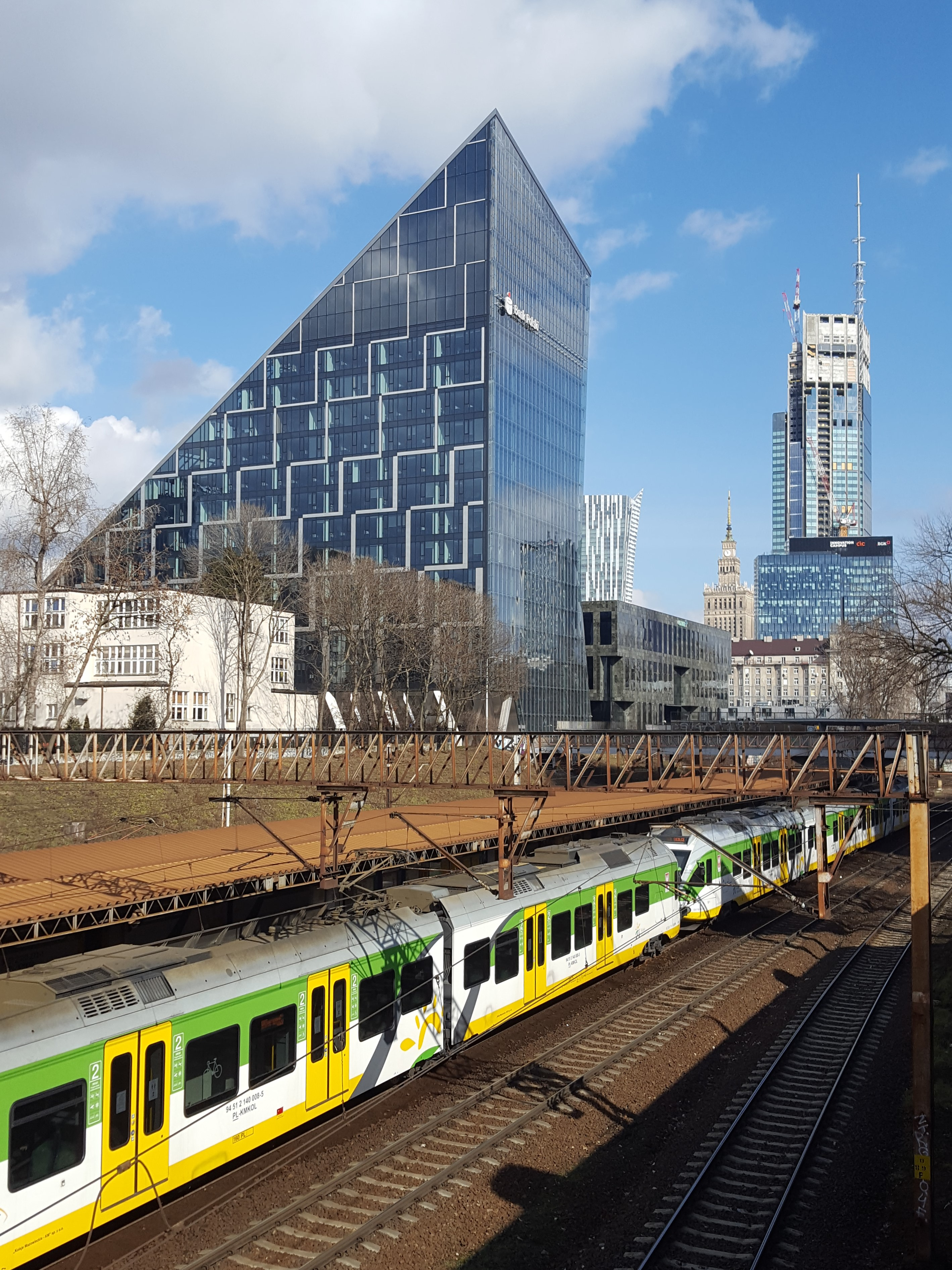
月台景觀

華沙奧喬塔車站（波蘭語：Warszawa Ochota），为位於波兰首都华沙沃拉區與奧喬塔區交界的一座鐵路車站。車站及1號月台於1963年9月29日啟用，2號月台於1963年12月8日投入使用。

## 營運
奧喬塔車站建築本身雖然是波兰国家铁路所有，但其服務是由華沙的地方性通勤鐵路公司運營。
車站有兩個島式月台，一座供馬佐夫舍鐵路和華沙區域快鐵使用，第二座則由華沙通勤鐵路（WKD）使用。2018 年，該站每日約有9,600名乘客利用。

## 建築
車站的設計來自建築師阿爾森紐斯·羅曼諾維茨（Arseniusz Romanowicz）和彼得·希曼尼亞克（Piotr Szymaniak）。2012年7月24日，車站被列入華沙城市古蹟名錄。